# Néstor Olguín
Néstor Yair Olguín Leyva (Xalapa, Veracruz, México, 29 de mayo de 1988) es un exfutbolista y entrenador mexicano,que se desempeñaba como mediocampista en los Cafetaleros de Tapachula del Ascenso MX entre otros equipos 

## Trayectoria
Jugador de perfil derecho, en 2003 jugó la copa Coca-Cola. Surgido de las Fuerzas Básicas de los Tiburones Rojos de Veracruz, emigra a Atlante en 2007 para formar parte de la plantilla de Primera División para después pasar a la filial del equipo, los Pioneros de Cancún. Llegó a los Albinegros de Orizaba para debutar en el Apertura 2009, para después pasar a ser parte de los Tiburones Rojos de Veracruz para el Apertura 2011 de la Liga de Ascenso de México. En el Apertura 2013 jugará en el Atlético San Luis, equipo que después de varias negociaciones entre franquicias, se queda en la Liga de Ascenso.

## Clubes
| Club                        | País                | Año             | Partidos | Goles | Media |
| --------------------------- | ------------------- | --------------- | -------- | ----- | ----- |
| Pioneros de Cancún          | México              | 2007 - 2008     | 17       | 0     | 0     |
| Albinegros de Orizaba       | México              | 2009 - 2011     | 33       | 1     | 0.03  |
| Tiburones Rojos de Veracruz | México              | 2011 - 2013     | 49       | 1     | 0.02  |
| Atlético San Luis           | México              | 2013 - 2014     | 31       | 4     | 0.13  |
| Club Necaxa                 | México              | 2014 - 2015     | 25       | 0     | 0     |
| Club Zacatepec              | México              | 2015 - 2016     | 27       | 1     | 0.04  |
| Correcaminos de la UAT      | México              | 2016 - 2018     | 26       | 2     | 0.08  |
| Cafetaleros de Tapachula    | México              | 2019 - Presente | 24       | 2     | 0.08  |
| Total en su carrera         | Total en su carrera | 2007 - Presente | 232      | 11    | 0.05  |

## Títulos

### Campeonatos nacionales
| Título                    | Club   | País   | Año           |
| ------------------------- | ------ | ------ | ------------- |
| Liga de Ascenso de México | Necaxa | México | Apertura 2014 |